# James Boucaut

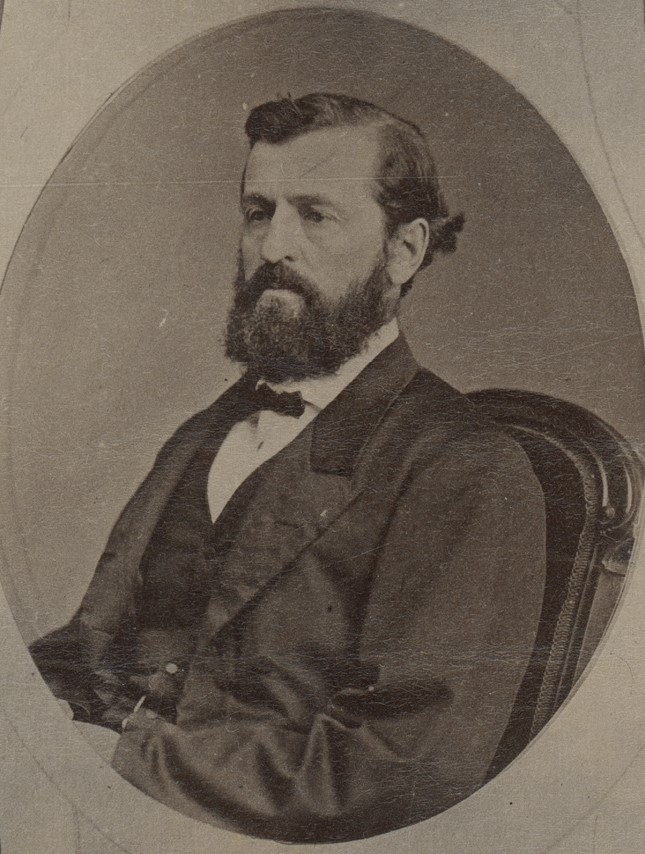
James Boucaut (1872)

The Hon Sir James Penn Boucaut, KCMG, QC (* 29. Oktober 1831 in Mylor, Falmouth, Cornwall, England; † 1. Februar 1916 in Glenelg, South Australia) war ein australischer Politiker, der von 1866 bis 1867, zwischen 1875 und 1876 sowie von 1877 bis 1878 drei Mal Premierminister von South Australia war. Nach seinem Rückzug aus dem politischen Leben fungierte er zwischen 1878 und 1905 als Richter am Supreme Court of South Australia, dem Obersten Gerichtshof dieses Bundesstaates.

## Leben

### Rechtsanwalt, Abgeordneter und Minister
James Penn Boucaut ließ sich 1846 als Fünfzehnjähriger in Adelaide nieder und war zunächst als Viehhüter sowie später selbst als Pferde- und Viehzüchter tätig. 1851 begann er eine damals üblichen juristischen Ausbildung in der Anwaltskanzlei von Charles Fenn und nahm nach deren Abschluss 1855 eine Tätigkeit als Rechtsanwalt als Partner der Kanzlei von Josiah Partridge sowie später in der Kanzlei von William James Wren auf.
Am 9. Dezember 1861 wurde er auf einer radikalen Plattform gegen finanzielle Hilfe für die Einwanderung im Wahlkreis City of Adelaide erstmals zum Mitglied der South Australian House of Assembly gewählt, des Unterhauses des Parlaments von South Australia, verlor diesen Wahlkreis jedoch bei den Wahlen am 10. November 1862. Am 9. März 1865 wurde er im Wahlkreis West Adelaide sowie bei den folgenden Wahlen am 15. April 1868 im Wahlkreis The Burra erneut zum Mitglied der Legislativversammlung gewählt, der er bis zu seiner neuerlichen Wahlniederlage am 13. April 1870 angehörte. Am 23. Oktober 1865 übernahm er im ersten Kabinett von Premier John Hart erstmals ein Regierungsamt und fungierte bis zum Ende von Harts Amtszeit am 28. März 1866 als Generalstaatsanwalt (Attorney-General).

### Dreimaliger Premierminister von South Australia und Richter am Obersten Gerichtshof

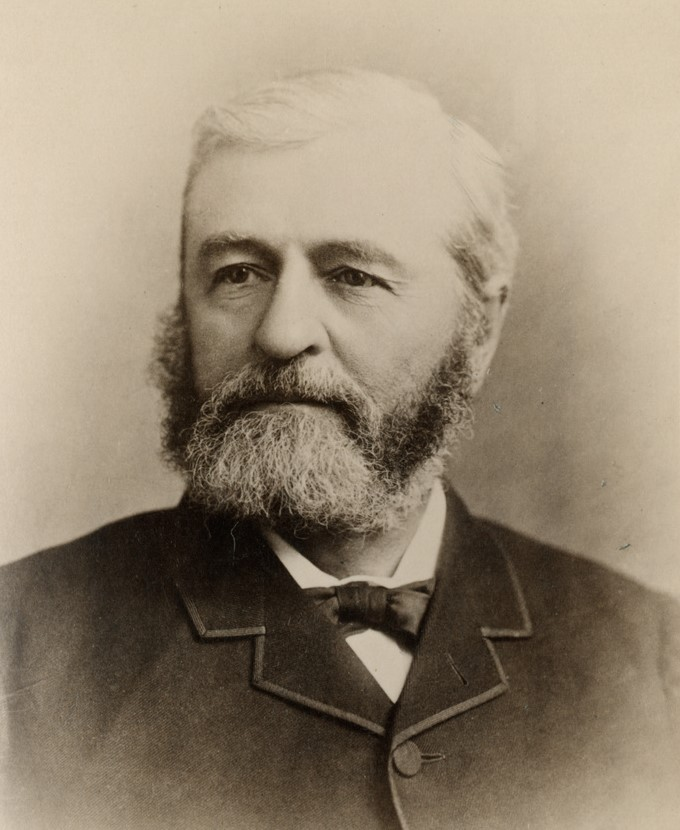
James Boucaut (1895)

Nach Harts Rücktritt bildete Boucaut am 28. März 1866 als Premierminister von South Australia seine erste Regierung. Das Amt des Premiers bekleidete er bis zu seinem Rücktritt am 3. Mai 1867, woraufhin Premier Henry Ayers seine dritte Regierung bildete. Er fungierte zudem weiterhin zwischen dem 28. März  1866 und dem 3. Mai 1867 weiterhin als Generalstaatsanwalt, war jedoch sofort gezwungen, sich mit den anhaltenden Einwänden von Richter Benjamin Boothby gegen die Legitimität des Berufungsgerichts der Kolonie auseinanderzusetzen. Er überredete das Parlament bei Königin Victoria einen Antrag auf Boothbys Absetzung zu stellen, die am 29. Juli 1867 tatsächlich erfolgte. Er legte sein Amt als Premierminister nieder, um seinen Verpflichtungen gegenüber Mandanten im Fall Moonta Mines von 1867 nachzukommen, da seine Position als Generalstaatsanwalt einen Interessenkonflikt darstellte. Er kehrte 1868 in die Politik zurück, wurde jedoch beschuldigt, „seine Stimme gegen finanzielle Gegenleistung eingetauscht zu haben“ („bartering his vote for pecuniary consideration“) und unterlag daraufhin am 13. April 1870 bei den Wahlen, obwohl er später von der Anklage freigesprochen wurde. Am 10. August 1871 wurde er schließlich bei einer Nachwahl im Wahlkreis West Torrens wieder zum Mitglied der Legislativversammlung gewählt und vertrat diesen Wahlkreis bis zum 9. Februar 1875. In der fünften Regierung von Premier Henry Ayers war er zwischen dem 22. Januar und dem 4. März 1872 erneut Generalstaatsanwalt. In der Zeit von 1872 bis 1875 stand er der Regierung allerdings stark kritisch gegenüber, begann jedoch ab 1874, eine weitreichende Entwicklung im Staat zu unterstützen. Das von ihm befürwortete öffentliche Vorhaben beruhte auf einem Bevölkerungswachstum, und infolgedessen unterstützte Boucaut nun die Einwanderung auf Staatskosten, was eine politische Kehrtwende darstellte.
Am 22. Februar 1875 wurde James Boucaut, der für seine langjährigen anwaltlichen Verdienste 1875 auch zum Kronanwalt (Queen’s Council) ernannt wurde, schließlich im Wahlkreis Encounter Bay noch einmal zum Mitglied der South Australian House of Assembly gewählt und gehörte dieser nunmehr bis zu seinem Mandatsverzicht am 25. September 1878 an. Er wurde am 3. Juni 1875 zum zweiten Mal Premier und löste damit die dritte Regierung von Premier Arthur Blyth ab. In seiner Regierung übernahm er zusätzlich vom 3. Juni 1875 bis zum 2. Februar 1876 zuerst das Amt als Minister für Landbesitz der Krone und Einwanderung (Commissioner of Crown Lands and Immigration) sowie anschließend zwischen dem 2. Februar und dem 6. Juni 1876 als Minister für öffentliche Arbeiten (Commissioner of Public Works). Seine visionären Pläne für die Entwicklung des Verkehrs in Südaustralien zur Verbesserung des Handels wurden jedoch durch den parlamentarischen Widerstand gegen neue Steuern weitgehend untergraben. Seine Regierung war dafür verantwortlich, endlich eine kostenlose weltliche und obligatorische Bildung einzuführen, wobei Bibellesungen vor den Schulstunden erlaubt waren. Seine Regierung wurde am 6. Juni 1876 durch die erste Regierung von Premier John Colton abgelöst, der den von seinem Vorgänger begonnenen 3-Millionen-Dollar-Eisenbahnplan umsetzte.
Als Nachfolger von Colton übernahm Boucaut am 26. Oktober 1877 zum dritten Mal das Amt als Premier und bekleidete dieses bis zu seinem Rücktritt am 27. September 1878, woraufhin William Morgan neuer Premier wurde. Boucaut fungierte in seiner dritten Regierung zwischen dem 26. Oktober 1877 und dem 27. September 1878 außerdem als Schatzminister (Treasurer). Er galt als Politiker als ein Mann mit „Fantasie, Weitsicht… ein Staatsmann, der seiner Zeit voraus war“ („imagination, foresight… a statesman ahead of his time“).
Bei seinem Rücktritt als Premier und seinem Ausscheiden aus der Legislativversammlung wurde James Boucaut am 25. September 1875 als Nachfolger des am 17. September 1878 verstorbenen Randolph Isham Stow zum Richter am Supreme Court of South Australia ernannt, dem Obersten Gerichtshof dieses Bundesstaates, und bekleidete dieses Amt bis zu seinem Rücktritt am 24. Februar 1905, woraufhin Robert Homburg, der bei ihm seine Ausbildung zum Rechtsanwalt absolvierte, zum Richter am Obersten Gerichtshof berufen wurde. Für seine Verdienste wurde er am 1. Januar 1898 als Knight Commander des Order of St Michael and St George (KCMG) nobilitiert, wodurch er fortan das Prädikat „Sir“ führte.
Aus seiner 1864 geschlossenen Ehe mit Janet M’Culloch gingen sechs Söhne und eine Tochter hervor.

## Hintergrundliteratur
- P. L. Edgar: Sir James Penn Boucaut, B.A. Thesis, University of Adelaide, 1961